# Fengshan (köpinghuvudort i Kina, Hubei Sheng, lat 31,11, long 114,16)
Fengshan (kinesiska: 丰山) är en köpinghuvudort i Kina. Den ligger i provinsen Hubei, i den centrala delen av landet, omkring 60 kilometer norr om provinshuvudstaden Wuhan. Antalet invånare är 23 100. Befolkningen består av 11 555 kvinnor och 11 545 män. Barn under 15 år utgör 17,0 %, vuxna 15-64 år 73 %, och äldre över 65 år 9,0 %.
Runt Fengshan är det mycket tätbefolkat, med 1 095 invånare per kvadratkilometer. Närmaste större samhälle är Zougang, 13,1 km väster om Fengshan. Trakten runt Fengshan består till största delen av jordbruksmark.
Genomsnittlig årsnederbörd är 1 403 millimeter. Den regnigaste månaden är juli, med i genomsnitt 241 mm nederbörd, och den torraste är december, med 19 mm nederbörd.